# چوبه (صومعه‌سرا)
چوبه ، روستایی از توابع بخش مرکزی شهرستان صومعه‌سرا در استان گیلان ایران است. 
شغل عمده مردم این روستا کشاورزی و نوعآ کشت برنج های بومی ،پرورش نوغان، آبزی پروری، کشت درخت صنوبر، پرورش ماهیان گرم آبی کشت توتون و سایر موارد از فعالیت های عمده مردمان این روستا میباشد که از این طریق امرار معاش میکنند 
از چهره های سرشناس این روستا میتوان به آقای سید سجاد فتحی چوبه داور لیگ برتر فوتسال کشور وآقای محمدتقی رنجبر چوبه نمایندهٔ چهار دوره حوزهٔ انتخابیهٔ صومعه‌سرا درمجلس شورای اسلامی (ادوار اول، دوم، سوم و ششم)، آقای سید رسول موسوی چوبه (معروف به کاتب) آقای محمدنقی رنجبر چوبه اشاره کرد. 
جوانان این روستا علاقه زیادی به ورزش فوتبال ، والیبال و کشتی گیله مردی دارند

## جمعیت
این روستا در دهستان کسما قرار دارد و براساس سرشماری مرکز آمار ایران در سال ۱۳۸۵، جمعیت آن ۷۸۷ نفر (۲۳۰خانوار) بوده‌است.